# Pyricularia angulata
Pyricularia angulata är en svampart som beskrevs av Hashioka 1971. Pyricularia angulata ingår i släktet Pyricularia och familjen Magnaporthaceae.   Inga underarter finns listade i Catalogue of Life.